# Frank Moser
Pour le joueur de tennis, voir Frank Moser (tennis).
Pour les articles homonymes, voir Moser.
Frank Moser, né en 1886 à Oketo, Kansas (États-Unis) et mort le 1er octobre 1964 à Dobbs Ferry (États-Unis), est un réalisateur et producteur américain .

## Filmographie

### Comme réalisateur
- 1916 : Parcel Post Pete: Not All His Troubles Are Little Ones
- 1916 : Kid Casey the Champion
- 1920 : Handy Mandy's Goat
- 1920 : The Kids Find Candy's Catching
- 1920 : Bud Takes the Cake
- 1920 : The New Cook's Debut
- 1920 : Mice and Money
- 1920 : Down the Mississippi
- 1920 : Play Ball
- 1920 : Romance and Rheumatism
- 1920 : Bud and Tommy Take a Day Off
- 1920 : The North Pole
- 1920 : The Great Clean Up
- 1920 : Bud and Susie Join the Tecs
- 1920 : Fifty-Fifty
- 1921 : Getting Theirs
- 1921 : Ma's Wipe Your Feet Campaign
- 1921 : Clean Your Feet
- 1921 : Circumstantial Evidence
- 1921 : By the Sea
- 1921 : $10,000 Under a Pillow
- 1921 : Dashing North
- 1921 : Kitchen, Bedroom, and Bath
- 1921 : The Wars of Mice and Men
- 1927 : The Broncho Buster
- 1928 : The Good Ship Nellie
- 1928 : On the Ice
- 1928 : Barnyard Lodge Number One
- 1928 : Coast to Coast
- 1928 : The Huntsman
- 1928 : Our Little Nell
- 1928 : Alaska or Bust
- 1928 : Gridiron Demons
- 1928 : Land o' Cotton
- 1929 : Snapping the Whip
- 1929 : Sweet Adeline
- 1929 : Enchanted Flute
- 1929 : Cabaret
- 1930 : Caviar
- 1930 : Hot Turkey
- 1930 : Spanish Onions
- 1930 : Pretzels
- 1930 : Indian Pudding
- 1930 : Roman Punch
- 1930 : Hawaiian Pineapples
- 1930 : Swiss Cheese
- 1930 : Codfish Balls
- 1930 : Hungarian Goulash
- 1930 : Bully Beef
- 1930 : Kangaroo Steak
- 1930 : Monkey Meat
- 1930 : Chop Suey
- 1930 : French Fried
- 1930 : Dutch Treat
- 1930 : Irish Stew
- 1930 : Fried Chicken
- 1930 : Jumping Beans
- 1930 : Scotch Highball
- 1930 : Salt Water Taffy
- 1930 : Golf Nuts
- 1930 : Pigskin Capers
- 1931 : Razzberries
- 1931 : Popcorn
- 1931 : Club Sandwich
- 1931 : Go West, Big Boy
- 1931 : Quack, Quack
- 1931 : The Explorer
- 1931 : Clowning
- 1931 : Sing, Sing Song
- 1931 : The Fireman's Bride
- 1931 : The Sultan's Cat
- 1931 : A Day to Live
- 1931 : 2000 B.C.
- 1931 : Blues
- 1931 : By the Sea
- 1931 : Her First Egg
- 1931 : Jazz Mad
- 1931 : Canadian Capers
- 1931 : Jesse and James
- 1931 : The Champ
- 1931 : Around the World
- 1931 : Jingle Bells
- 1931 : The Black Spider
- 1931 : China
- 1931 : The Lorelei
- 1931 : Summer Time
- 1931 : Aladdin's Lamp
- 1932 : The Villain's Curse
- 1932 : Noah's Outing
- 1932 : The Spider Talks
- 1932 : Peg Leg Pete
- 1932 : Play Ball
- 1932 : Ye Olde Songs
- 1932 : Bull-ero
- 1932 : Radio Girl
- 1932 : Woodland
- 1932 : Romance
- 1932 : Farmer Al Falfa's Bedtime Story
- 1932 : Bluebeard's Brother
- 1932 : The Mad King
- 1932 : Cocky Cock Roach
- 1932 : Spring Is Here
- 1932 : Farmer Al Falfa's Ape Girl
- 1932 : Sherman Was Right
- 1932 : Burlesque
- 1932 : Southern Rhythm
- 1932 : Farmer Al Falfa's Birthday Party
- 1932 : College Spirit
- 1932 : Hook and Ladder No. 1
- 1932 : The Forty Theves
- 1932 : Toyland
- 1932 : Hollywood Diet
- 1932 : Ireland or Bust
- 1933 : Jealous Lover
- 1933 : Robin Hood
- 1933 : Hansel and Gretel
- 1933 : The Tale of a Shirt
- 1933 : Down on the Levee
- 1933 : Who Killed Cock-Robin
- 1933 : Oh Susanna
- 1933 : Romeo and Juliet
- 1933 : Pirate Ship
- 1933 : Tropical Fish
- 1933 : Cinderella
- 1933 : King Zilch
- 1933 : The Banker's Daughter
- 1933 : The Old Can Mystery
- 1933 : Fanny in the Lion's Den
- 1933 : Hypnotic Eyes
- 1933 : Grand Uproar
- 1933 : Pick-necking
- 1933 : Fanny's Wedding Day
- 1933 : A Gypsy Fiddler
- 1933 : Beanstalk Jack
- 1933 : The Village Blacksmith
- 1933 : Robinson Crusoe
- 1933 : Little Boy Blue
- 1933 : In Venice
- 1933 : The Sunny South
- 1934 : Holland Days
- 1934 : Rip Van Wincle
- 1934 : The Last Straw
- 1934 : The Owl and the Pussycat
- 1934 : A Mad House
- 1934 : Joe's Lunch Wagon
- 1934 : Just a Clown
- 1934 : The King's Daughter
- 1934 : The Lion's Friend
- 1934 : Pandora
- 1934 : Slow But Sure
- 1934 : See the World
- 1934 : My Lady's Garden
- 1934 : Irish Sweepstakes
- 1934 : Busted Blossoms
- 1934 : Mice in Council
- 1934 : Why Mules Leave Home
- 1934 : Jail Birds
- 1934 : The Black Sheep
- 1934 : The Magic Fish
- 1934 : Hot Sands
- 1934 : Tom, Tom the Piper's Son
- 1934 : Jack's Shack
- 1934 : South Pole or Bust
- 1934 : The Dog Show
- 1935 : The First Snow
- 1935 : What a Night
- 1935 : The Bull Fight
- 1935 : Peg Leg Pete, the Pirate
- 1935 : Fireman, Save My Child
- 1935 : The Moth and the Spider
- 1935 : Old Dog Tray
- 1935 : Flying Oil
- 1935 : Five Puppets
- 1935 : The Runt
- 1935 : A Modern Red Riding Hood
- 1935 : Opera Night
- 1935 : King Looney XIV
- 1935 : Moans and Groans
- 1935 : Amateur Night
- 1935 : The Foxy-Fox
- 1935 : Chain Letters
- 1935 : Birdland
- 1935 : Circus Days
- 1935 : Hey Diddle Diddle
- 1935 : Foiled Again
- 1935 : Football
- 1935 : A June Bride
- 1935 : Aladdin's Lamp
- 1935 : Southern Horse-pitality
- 1935 : Ye Olde Toy Shop
- 1935 : The Mayflower
- 1936 : The Feud
- 1936 : The 19th Hole Club
- 1936 : Alpine Yodeler
- 1936 : Home Town Olympics
- 1936 : Barnyard Amateurs
- 1936 : Off to China
- 1936 : A Wolf in Cheap Clothing
- 1936 : Rolling Stones
- 1936 : The Busy Bee
- 1936 : The Sailor's Home
- 1937 : Play Ball

### Comme animateur
- 1920 : Dr. Jekyll and Mr. Zip de Ben Sharpsteen